# Орухо
Ору́хо (исп. Orujo, астур. Oruxu), часто агуардие́нте де ору́хо — алкогольный напиток, традиционный для областей северо-запада Испании, наименование которого контролируется по происхождению.
Представляет собой продукт перегонки сброженных остатков винограда после их отжимки в процессе изготовления вина. Содержание алкоголя варьируется от 30 до 60 %. Некоторые сорта напитка подвергаются бочковой выдержке в течение нескольких лет, некоторые — настаиваются на ароматных травах, мёде, пряностях или кофейных зёрнах.
Орухо не только пьют в чистом виде, но и используют как основу для кеймады — подобия пунша, популярного в Галисии.

## География и история производства
Исторически производится в северо-западных регионах Испании: Кантабрии, Галисии (по-галисийски называется «ка́нья», галис. caña), Астурии, Кастилии и Леоне, однако в последние десятилетия изготовляется и в других частях страны. Слово «орухо» означает виноградные выжимки, и напиток часто называется агуардие́нте де ору́хо исп. aguardiente de orujo — горящая вода из виноградных выжимок (агуардиенте — класс испанских крепких алкогольных напитков, изготовляемых путём перегонки фруктового сырья).
Известно, что в Средние века орухо изготовлялся в католических монастырях Кантабрии, в особенности в области (комарке) Льебана — эта местность и в XXI веке остаётся одним из наиболее известных мест производства этого напитка, причём часть его готовится по-прежнему в монастырях. К XVII веку производство орухо было широко распространено и в Галисии — там его выгоняли надомным образом в крестьянских хозяйствах.
И в Кантабрии, и в Галисии орухо приобрёл весьма заметное этнокультурное значение. Жители различных районов состязались в качестве орухо, разрабатывая различные рецепты его выгонки — подобные конкурсы нередко проводились в ходе местных праздников. Так, в городке Потес до сих пор ежегодно в ноябре отмечается «Праздник орухо» (исп. Fiesta del Orujo), главным событием которого является конкурс среди производителей — победители определяются по итогам всеобщей дегустации напитка.
По мере роста популярности напитка его изготовление осваивалось жителями других областей. Во второй половине XX века орухо изготовлялся на значительной части территории Испании, однако наиболее значительные его объёмы поставлялись из Галисии, что дало основу местным производителям заявлять о нём как о сугубо галисийском напитке. В 1989 году галисийскими орухозаводчиками был создан специальный Регулирующий совет (исп. La Denominación Específica Orujo de Galicia), регламентировавший технологию изготовления напитка и его географическую принадлежность: в соответствии с требованиями совета название орухо может считаться только напиток, произведённый в Галисии. Тем не менее, орухо под традиционным названием продолжает активно производиться в других регионах Испании.

## Технология производства
Для производства орухо используются остатки винограда различных сортов — кожура, косточки, стебельки — после их выжимки в процессе изготовления вина. После сбраживания в открытых чанах виноградные выжимки помещаются в металлические перегонные кубы алькитары — традиционно изготовлялись из меди — с отделением отгонов (используется только центральный отгон). Процесс перегонки — однократный — длится обычно не менее шести часов. Таким образом, орухо технологически и по составу весьма близок таким крепким виноградным алкогольным напиткам других стран, как граппа, чача, писко и др.
Полученный в результате перегонки напиток бесцветен и, при промышленном производстве, совершенно прозрачен (при кустарном производстве бывает слегка мутным). Однако некоторые сорта орухо выдерживаются в течение нескольких лет — не менее двух — в дубовых бочках, в результате чего они приобретают золотистый или светло-янтарный цвет. Кроме того, широко распространена практика настаивания орухо на ароматных травах, меду, пряностях или кофейных зёрнах — в этих случаях напиток приобретает самые различные оттенки зелёного, жёлтого или коричневого цвета.
Содержание спирта в орухо традиционно составляет от 35 до 50, иногда 60 %. Однако в последние десятилетия получили распространение и более лёгкие — тридцатиградусные сорта.
В 2000-е годы к числу наиболее распространённых на испанском и европейском рынках маркам орухо относились «Агуардентейро» (исп. Aguardenteiro) «Эль Афиладор» (исп. El Afilador), «Наваррес» (исп. Navarres), «Руавьеха» (исп. Ruavieja).

## Подача и употребление
В чистом виде орухо употребляется и как основной алкогольный напиток — за едой или сам по себе, и как дижестив. Изготовленные на основе орухо различные настойки обычно подаются в качестве аперитивов.
Употребляется как при комнатной температуре, так и охлаждённым. Традиционно подаётся в стопках, однако с середины XX века в ресторанах и барах часто разливается в рюмки с шарообразной нижней частью и слегка расширяющимся верхом — принятых, в частности, при подаче итальянской граппы.
Кроме того, в Галисии существует старинная традиция изготовления из орухо слабоалкогольного напитка кеймада. В глубокой глиняной миске нарезанная цедра лимона, сахар и молотый кофе заливаются орухо, после чего получившаяся смесь поджигается — огонь обычно принимает ярко-голубой цвет. Полученный после затухания огня напиток имеет значительно меньшую крепость, чем сам орухо, и пьётся горячим, обычно из глиняных чашек или стаканов.
Приготовление кеймады исторически увязывается со знахарской практикой, и в некоторых местностях Галисии этому напитку до сих пор приписываются целебные и даже мистические свойства. В этой связи поджигание орухо в миске часто сопровождается чтением заклинаний и загадыванием желаний — подобные церемонии способствуют популяризации кеймады среди туристов.